# Lepthyphantes murmanicola
Lepthyphantes murmanicola este o specie de păianjeni din genul Lepthyphantes, familia Linyphiidae, descrisă de Strand, 1913. Conform Catalogue of Life specia Lepthyphantes murmanicola nu are subspecii cunoscute.